# Cuphodes niphadias
Cuphodes niphadias là một loài bướm đêm thuộc họ Gracillariidae. Nó được tìm thấy ở Queensland.